# Ліпатов Степан Ілліч
Степан Ліпатов (*10 грудня 1938, с. Ст. Самаєвка Ковилкінського району Мордовської АССР — †12 вересня 1997, Саранськ) — мокшанський мовознавець, педагог, громадський діяч.
Національність — мокшанин.

## Життєпис
1962 — закінчив Мордовський державний університет, 1967 — аспірантуру.
Працювати почав вчителем мокшанської мови та літератури у селі Рибкіно, 1964 — почав кар'єру у рідному Мордовському університеті, вершиною якої стала посада завідувача кафедри мокшанської мови.

## Наукова діяльність
Тема наукових досліджень — діалекти мокшанської мови та методика викладання мокшанської мови у школах. Співавтор підручника з скандальною назвою «Граматика мордовської мови» (1980) — псевдомови, під якою мають на увазі дві самостійні мови — ерзянську та мокшанську. Також автор численних навчальних посібників для вищих навчальних закладів, які уклав в суверенній Республіці Мордовія.
Член редколегії журналу «Мокша». Кілька статей Ліпатова з'явилося в газеті «Мокшень правда» вже після смерті вченого.

## Праці
- Мокшень кяльса диалектическяй материал 6-це классонди. — Саранск, 1991;
- Мокшень кяль 6-це классонди. — Саранск, 1994.